# Clemenceau, la force d'aimer
Pour plus de détails, voir Fiche technique et Distribution.
Clemenceau, la force d'aimer est un téléfilm français réalisé en 2022 par Lorraine Lévy d'après un scénario de Jacques Santamaria et Nathalie Saint-Cricq,.
Cette fiction est une coproduction d'Effervescence Fiction et France Télévisions pour la chaîne de télévision France 2,, réalisée avec la participation de TV5 Monde et le soutien des régions Île-de-France et Pays de la Loire.

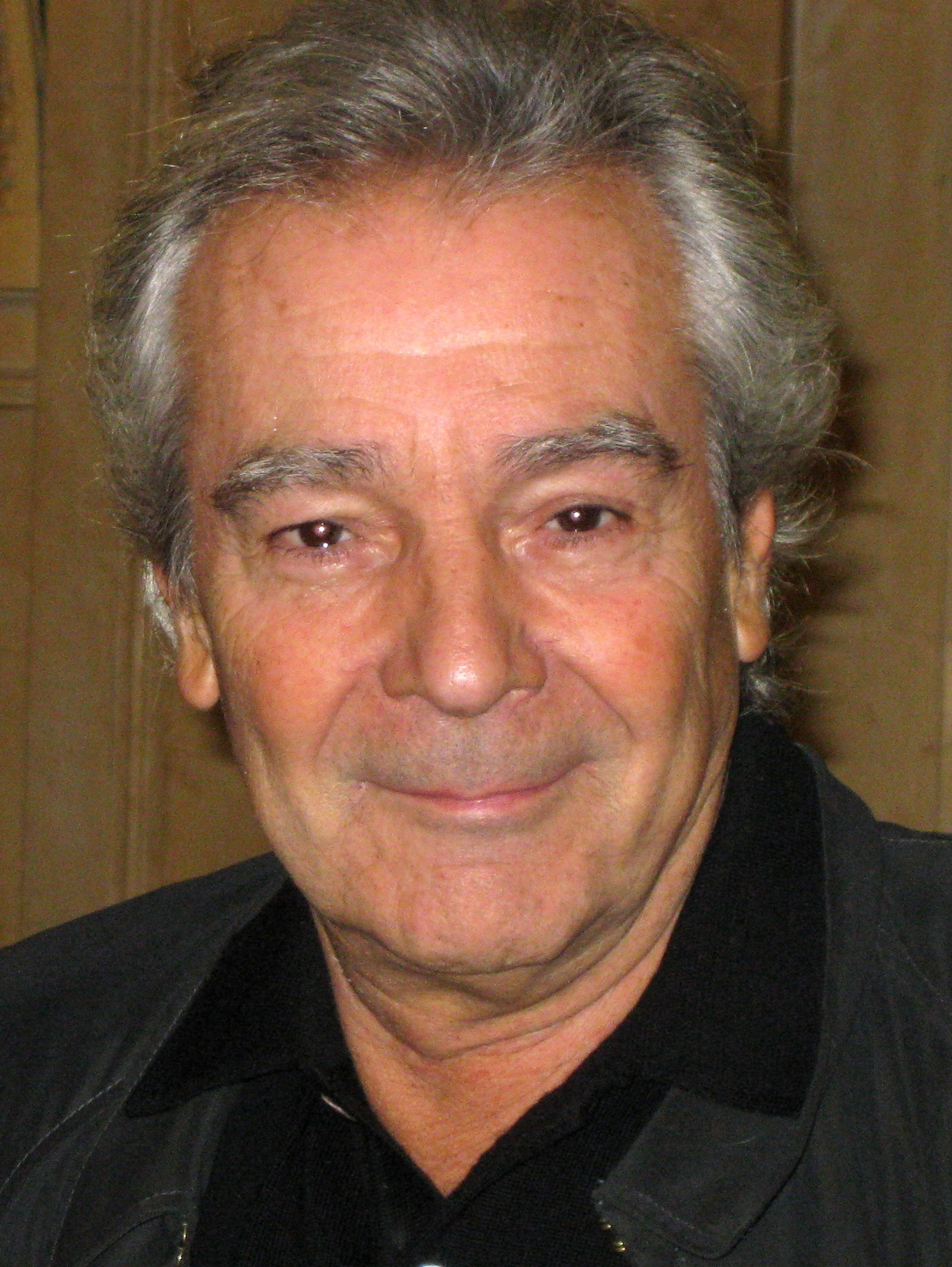
Pierre Arditi.

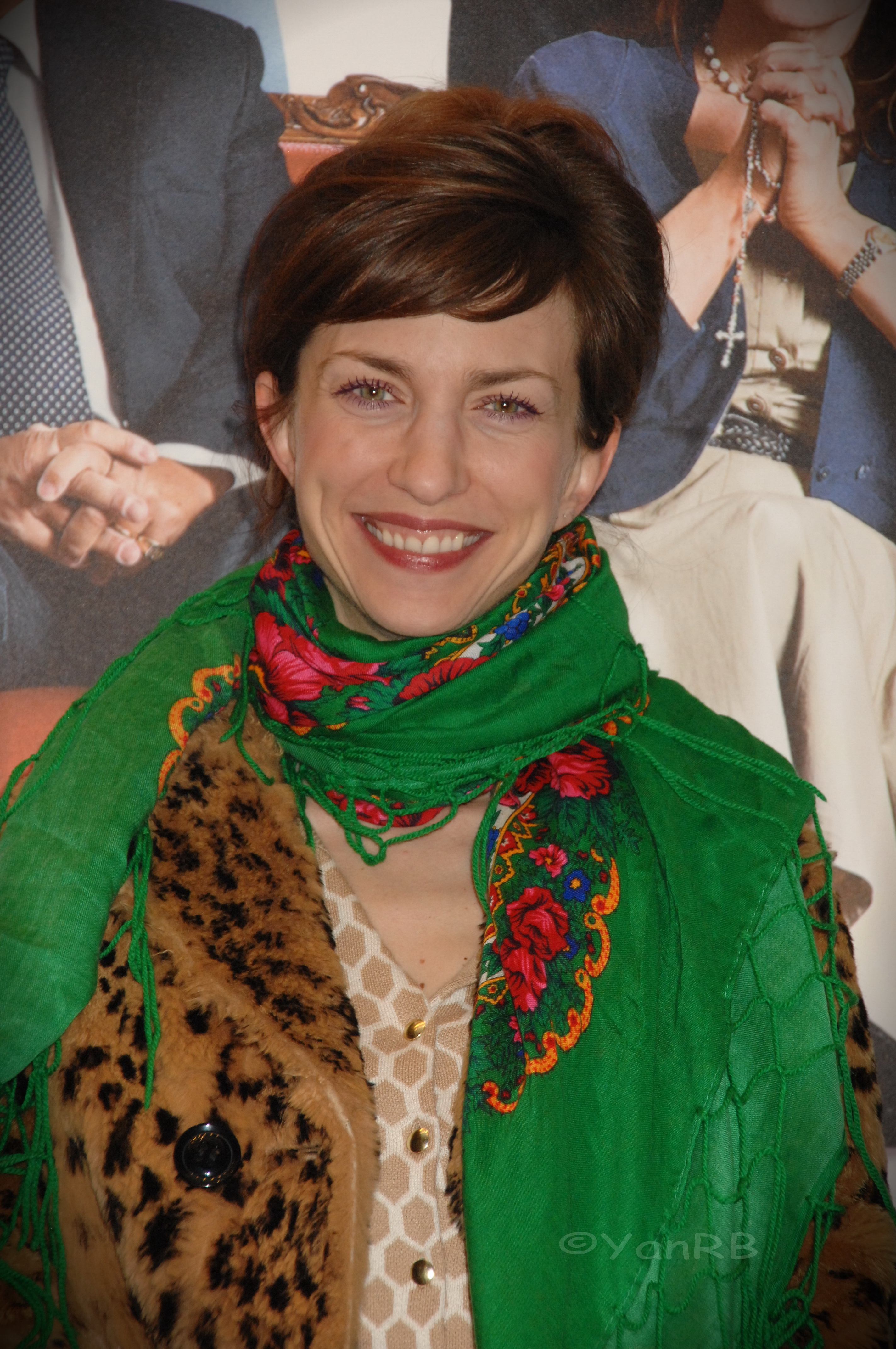
Émilie Caen.

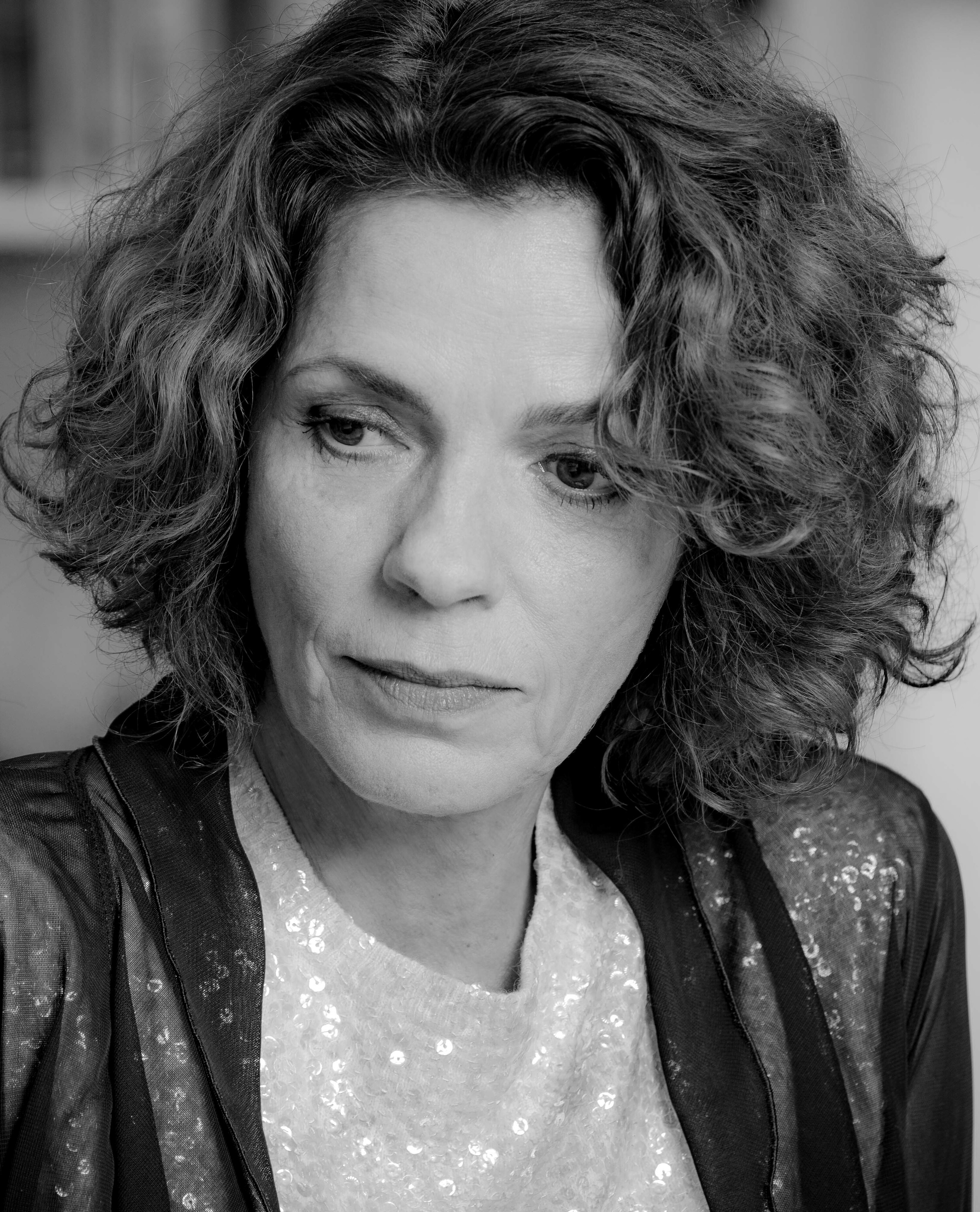
Élizabeth Bourgine.

## Synopsis
En 1923 l'éditrice Marguerite Baldensperger propose à Georges Clemenceau d'écrire un livre sur un homme d'État pour sa nouvelle collection. Ce dernier choisit Démosthène et se prend d'amitié pour la jeune femme qui vient de perdre sa fille. Ils passent un pacte : s'écrire une lettre tous les jours. Leur relation amoureuse et amicale durera jusqu'à la mort de Clemenceau en 1929.

## Fiche technique
- Titre français : Clemenceau, la force d'aimer
- Réalisation : Lorraine Lévy[1],[2]
- Scénario : Jacques Santamaria et Nathalie Saint-Cricq[1], d'après le roman Je vous aiderai à vivre, vous m'aiderez à mourir de Nathalie Saint-Cricq, Éditions de l'Observatoire, 2021
- Musique : Cyrille Aufort
- Photographie : Dominique de Wever[4]
- Son : Jean-Paul Bernard
- Décors : Yves Fournier[4]
- Costumes : Sylvie de Segonzac[4]
- Maquillage : Isabelle Abriol Kindinis[4]
- Montage : Clémence Samsson et Elisabeth Paquotte
- Production : Simone Harari Baulieu[4]
- Sociétés de production : Effervescence Fiction et France Télévisions[3]
- Pays de production :  France
- Langue originale : français
- Genre : biographique
- Format : couleur
- Durée : 100 minutes
- Date de projection en festival :
  - France : 6 octobre 2023 (Festival de la fiction et du documentaire politique)
- Dates de première diffusion :
  - France, Belgique, Suisse et Luxembourg : 6 novembre 2023 sur France 2[4],[5],[6]

## Distribution
- Pierre Arditi : Georges Clemenceau
- Émilie Caen : Marguerite Baldensperger, éditrice
- Élizabeth Bourgine : Madeleine Clemenceau-Jacquemaire, fille de Clemenceau
- François Marthouret : Claude Monet, ami de Clemenceau
- Chantal Neuwirth : Clotilde, cuisinière de Clemenceau
- Scali Delpeyrat : Fernand Baldensperger, époux de Marguerite
- François Levantal : Nicolas Pietri, ami de Clemenceau
- Serge Riaboukine : Aristide Briand
- Arthur Choisnet : Albert Boulin, le majordome de Clemenceau
- Guillaume Destrem : Alfred Brabant, le chauffeur de Clemenceau
- Arnaud Maillard : Leroy, le professeur gymnastique de Clemenceau
- Sophie Guiter : Blanche Hoschedé Monet, bru de Monet
- Marylou D'Amico : Marie Baldensperger, fille de Marguerite et Fernand
- Andy Koubi : Pierre Baldensperger
- Anne Tifine : Blandine
- Sandrine Stracciatella : Laurence, invitée de la réception

## Production

### Genèse et développement
Le téléfilm est une adaptation du livre de Nathalie Saint-Cricq, Je vous aiderai à vivre, vous m'aiderez à mourir, paru aux Éditions de l'Observatoire,,, en 2021.
Il est réalisé par Lorraine Lévy d'après un scénario de Jacques Santamaria et Nathalie Saint-Cricq,,.
La production est assurée par Simone Harari Baulieu pour Effervescence Fiction.

### Attribution des rôles
Le rôle principal est tenu par Pierre Arditi qui, âgé de 77 ans lors du tournage, a accepté de se vieillir pour incarner le « Père la Victoire ». La réalisatrice Lorraine Lévy dit de lui : « Il est allé au-delà de ce que je lui demandais. Les grands acteurs ont une signature, mais là, on oublie Pierre Arditi, il est ébouriffant ».
Émilie Caen le confirme : « On ne l'a jamais vu comme ça ! Il m'a bluffée, c'est le partenaire le plus enfantin que je n'ai jamais eu. Il ne voulait jamais s'arrêter, il était toujours enthousiaste et en même temps dans l'exigence. C'est un gros bosseur ».
Pierre Arditi dit de son personnage : « On apprend beaucoup de choses sur lui. On connaît évidemment le parcours et l'envergure politique du bonhomme, on connaît moins sa sensibilité, son humanité et ses fragilités. C'est un homme amoureux, comme un adolescent aimant et parfois jaloux. On en apprend aussi plus sur son rapport avec le peintre Claude Monet ».

### Tournage
Le tournage se déroule du 14 septembre au 10 octobre 2022 en Île-de-France, en Vendée et à la préfecture de Nantes.
L'histoire a été filmée dans les lieux même où elle s'est déroulée. On peut citer le Musée Clemenceau à Paris, les jardins de Giverny pour les scènes entre Clemenceau et Monet, ainsi que la maison et le jardin de Georges Clemenceau à Saint-Vincent-sur-Jard en Vendée, où le Tigre a passé ses derniers jours. Les extérieurs de Paris et les scènes dans un ministère ont été tournés à Nantes.
Émilie Caen garde un souvenir attendri du tournage : « C'est facile de travailler quand ça se passe aussi bien. Lorraine Lévy fédère tout le monde, la distribution et l'équipe technique. Elle nous regarde avec amour, on est en confiance, on pouvait retravailler le texte de notre côté, mais on allait tous dans la même direction ». Pierre Arditi a, lui aussi, beaucoup apprécié travailler avec Émilie Caen : « Elle est formidable. Une personnalité forte et belle. Elle me connaissait car je suis plus âgé mais je ne la connaissais pas et on s'est trouvé immédiatement. On a été très client l'un de l'autre et on s'est amusé, avec une vraie connivence ».
Pour incarner Clemenceau au crépuscule de sa vie, Pierre Arditi a dû se transformer physiquement : « Je ne suis pas chauve ! La métamorphose demandait environ trois heures de travail par jour ».

## Œuvres utilisées dans le film
- Pavane pour une infante défunte (1899) de Maurice Ravel - scène dans laquelle Marguerite (Émilie Caen) joue du piano pour la première fois depuis le suicide de sa fille

## Accueil

### Diffusions et audience
En France, diffusé le 6 novembre 2023 sur France 2, le téléfilm est regardé par 2 510 000 téléspectateurs et se classe troisième en termes d'audience.

### Accueil critique
Le magazine Télé 7 jours estime que Clemenceau, la force d'aimer est « un magnifique téléfilm où tout n'est que délicatesse et sensibilité grâce notamment à l'interprétation XXL de Pierre Arditi à la hauteur du personnage tout comme les prestations d'Émilie Caen et François Marthouret ».
Pour le magazine Télé-Loisirs, « Formidablement dialoguée et tournée dans des lieux d'exception – l'équipe a eu l'autorisation de filmer dans la maison en Vendée et dans l'ancien hôtel particulier du politique, ainsi qu'à Giverny –, cette fiction est sublimée par l'interprétation magistrale de Pierre Arditi, qui s'empare de ce rôle avec gourmandise. La pureté de cet amour et la beauté des échanges entre ces amants d'exception, dont on ne sait s'ils ont un jour consommé leur relation, sont d'une grande poésie ».
Pour le journal L'Avenir, « cette histoire incarnée par Pierre Arditi (Georges Clemenceau) et Émilie Caen (Marguerite Baldensperger) est intense en émotions ».
Pour Lucie Reeb, sur le site Allociné, « Malgré quelques longueurs, probablement dûes [sic] aux dialogues parfois trop explicatifs, nous sommes transportés dans cette histoire d'amour touchante racontée avec beaucoup de délicatesse et d'intelligence, le tout servi par une distribution remarquable. Pierre Arditi est très crédible en Clemenceau bougon, jaloux et possessif qui gagne en humanité au contact de Marguerite. De son côté, Émilie Caen n'est pas en reste, grâce à son interprétation tout en subtilité de ce personnage qui aura eu un impact durable sur les dernières années de Clemenceau. Tourné entre Paris et la Vendée, en passant par les magnifiques jardins de Claude Monet à Giverny, Clemenceau : La force d'aimer nous offre également de très beaux paysages, qui participent à la poésie du téléfilm ».